# Abdelkoddous Saâdaoui
Abdelkoddous Saâdaoui (arabe : عبدالقدوس السعداوي), né le 7 juillet 1983 à Kasserine, est un homme politique tunisien.

## Biographie

### Formation et carrière professionnelle
Natif de 1983, Abdelkoddous Saâdaoui est originaire de la ville de Kasserine.
Après avoir obtenu un baccalauréat en mathématiques au lycée pilote du Kef en 2002, il quitte son pays natal pour suivre des études en sciences informatiques analytiques à l'université Paul-Sabatier de Toulouse, dont il sort diplômé en 2012 et titulaire d’un master en 2014.
Il commence alors sa carrière professionnelle comme responsable commercial dans la société AROLA basée à Toulouse. Il occupe par la suite le poste de directeur de gestion administrative au sein de la société LBL Construction.
En 2014, il fonde une société de services à Tunis.

### Carrière politique
En 2014, Abdelkoddous Saâdaoui rejoint Afek Tounes dont il devient porte-parole et tête de liste dans la circonscription de Kasserine lors des élections législatives de 2014.

### Secrétaire d'État
Le 6 septembre 2017, il devient secrétaire d'État auprès de la ministre de la Jeunesse et des Sports, Majdouline Cherni, chargé de la Jeunesse dans le gouvernement de Youssef Chahed.
En juillet 2019, il rejoint Tahya Tounes.

### Vie privée
Durant son séjour en France, il travaille dans des stations-service pour pouvoir financer ses études. Il fut par ailleurs menacé d’expulsion pour être tombé amoureux d’une Française.
Il est marié.